# Luciára, Mato Grosso
Luciara este un oraș în Mato Grosso (MT), Brazilia.